# Karrie Webb
Karrie Ann Webb (Ayr, 21 de dezembro de 1974) é a mais bem-sucedida golfista australiana e um das melhores jogadoras da história do golfe mundial. Ela é membro do Hall da Fama do Golfe Mundial.